# Shunryu Suzuki
Shunryu Suzuki (鈴木 俊隆 Suzuki Shunryū, nombre dharma Shōgaku Shunryū 祥岳俊隆) (18 de mayo de 1904 – 4 de diciembre de 1971) era un maestro zen Sōtō que difundió el Budismo zen en Estados Unidos, particularmente en los alrededores de San Francisco. Nacido en la Prefectura de Kanagawa en Japón, Suzuki fue ocasionalmente confundido con el erudito Zen  Daisetsu Teitaro Suzuki, a lo que Shunryu respondía, "No, él es el gran Suzuki, yo soy el pequeño Suzuki."
Uno de los trabajos más conocidos de este maestro Zen es el libro Mente Zen, Mente de Principiante, que es una compilación de sus enseñanzas, en las que Suzuki destaca las virtudes de tener siempre una mente de principiante durante la práctica del Zen y del Zazen.

## Biografía

### Niñez
Shunryu Suzuki nació el 18 de mayo de 1904. Su padre, fue Butsumon Sogaku Suzuki, y tenía casi 50 años cuando él nació, por esa época era jefe (abad) de un pequeño templo Zen Soto. Su madre Yone era la hija de un sacerdote y divorciada de su primer marido por ser demasiado independiente. Shunryu creció con su medio hermano mayor del primer matrimonio de su madre y junto a dos hermanas menores.
El templo de su padre Shogan-ji, estaba localizado cerca de Hiratsuka, una ciudad en la bahía Sagami alrededor de cincuenta millas al suroeste de Tokio. El templo era muy chico y la familia debía ser muy ahorrativa.
Cuando Suzuki entró a la escuela se dio cuenta de que su familia era muy pobre. Suzuki era sensible y bueno pero era propenso a enojarse. Los otros muchachos lo ridiculizaban por su cabeza afeitada y por ser el hijo del sacerdote. El prefería estar en la clase a jugar en el patio, y siempre era el primero en la clase. Su maestro le dijo que él sería un gran hombre de mayor y para lograrlo debía irse de la Prefectura de Kanagawa y estudiar duro.

### Aprendizaje
En 1916, cuando Suzuki tenía 12 años decidió ser discípulo de su padre, Gyokujun So-on Suzuki. So-on era el hijo adoptado de Sogaku, y el sacerdote del antiguo templo de Sokagu's Zoun-in. Sus padres inicialmente pensaron que él era demasiado joven para vivir lejos de su hogar, pero luego se lo permitieron.
Zoun-in está localizado en un pequeño pueblo llamado Mori, Shizuoka en Japón. Suzuki arribó durante 100 días de práctica al templo, y fue allí el estudiante más joven. Zoun-in era el templo más grande en Shoganji.
Cada mañana a las 4 a. m. se levantaba para hacer zazen. Luego cantaba los sutras y comenzaba la limpieza del templo junto a los otros monjes. Ellos trabajaban todo el día y por la tarde, terminaban con zazen. Suzuki idolatraba a su maestro, que tenía una fuerte disciplina. So-on generalmente era duro con Suzuki, pero le daba algunas libertades por ser tan joven.
Cuando Suzuki cumplió los 13 años, el 18 de mayo de 1917, So-on lo ordenó como monje (unsui). Y se le dio el nombre budista de Shogaku Shunryu, pero So-on lo apodaba Pepino Torcido por su olvidadiza e impredecible naturaleza.
Shunryu comenzó de nuevo a asistir a la escuela en Mori, pero So-on no le proporcionaba las ropas adecuadas para el. Por lo que fue objeto de burlas, a pesar de esto no se quejaba. Sino que se esforzaba más en el templo.
Cuando Shunryu llegó a Zoun-in, otros 8 niños estudiaban allí. Para 1918, era el único que se quedó con So-on. Esto provocó que su vida fuera más difícil con So-on, que tenía más tiempo para criticarlo. Durante este periodo Suzuki quería irse de Zoun-in pero igualmente no quería darse por vencido.
En 1918 So-on se hizo cabeza de un segundo templo, en las cercanías de Yaizu, llamado Rinso-in. Shunryu lo siguió allí para ayudar a poner el lugar en orden. Pronto las familias comenzaron a mandar a sus hijos allí y el templo se pudo renovar. Suzuki suspendió una prueba de admisión en una escuela cercana, entonces So-on comenzó a enseñarle al muchacho a leer y escribir Chino.
Pronto So-on mandó a sus estudiantes a entrenarse a ratos con un maestro Rinzai. Allí Shunryu estudió un Zen muy diferente, uno que promovía la iluminación por medio de la concentración en koans cuando hacía zazen. Suzuki tenía problemas sentándose con su koan. Mientras que los otros muchachos resolvían sus koan. Luego el maestro lo aprobó, pero creyó más tarde que lo había hecho por amabilidad.
En 1919, a la edad de 15 años, Suzuki fue traído de vuelta a la casa de sus padres que sospechaban maltrato por parte de So-on. Shunryu ayudó en el templo allí, y entró a la escuela secundaria. Pero, cuando llegaron las vacaciones de invierno, él estaba de vuelta en Rinso-in y Zoun-in con So-on para entrenar y ayudarlo. No quería parar de entrenar.
En la escuela Suzuki tomo Clases de Inglés y logró un buen nivel. Un doctor de la localidad, el Dr. Yoshikawa, incluso lo tomó como tutor de inglés para su hijo. Yoshikawa trato bien a Suzuki, dándole una paga y asesoramientos ocasionales.

### Educación Superior
En 1924 Shunryu se enroló a la escuela preparatoria Soto en Tokio cercana a Shogan-ji, donde el vivía en el piso de los dormitorios. De 1925 a 1926 Suzuki hizo entrenamiento Zen con Dojun Kato en Shizuoka en Kenko-in. Continuó con esta escolaridad por este periodo. Aquí Shunryu se convirtió en cabeza de los monjes por un retiro de 100 días, luego del cual ya no fue considerado un mero novicio. Y completó su entrenamiento como cabeza de monjes.
En abril de 1926 Shunryu se graduó de la escuela preparatoria y entró a la Universidad de Komazawa, la Universidad Soto Zen en Tokio. Durante este periodo continuó sus conexiones con So-on en Zoun-in, yendo y viniendo cuando fuera necesario.
Aquí algunos de los maestro discutían con los estudiantes cómo el Zen Soto debía llegar a una mayor audiencia, mientras que Shunryu no comprendía como las culturas Occidentales podrían entender el Zen, estaba intrigado.
El 26 de agosto de 1926, So-on dio la transmisión del Darma a Suzuki. Él tenía 22. El padre de Shunryu se retiró de su abadía en Shogan-ji ese mismo año, y se mudaron a las tierras del Zoun-in donde el sirvió como inkyo (abad retirado).
Más tarde ese año Suzuki paso por un pequeño periodo en el hospital por tuberculosis, pero pronto se recobró. En 1927 comenzó un importante capítulo en la vida de Suzuki. Fue a visitar una profesora de Inglés en Komazawa llamada Miss Nona Ransom, una mujer que enseñó inglés al emperador de China, Pu-yi, a la última emperadora de China, Jigoro Kano (la fundadora de Judo) a los hijos del presidente Chino Li Yuanhong, y a algunos miembros de la familia real. Ella le pagó aquel día para ser traductor y para hacerle mandados. En ese periodo él se dio cuenta de que ella era ignorante acerca de la cultura japonesa y la religión budista. Ella lo respetaba muy poco y lo veía como una adoración idolatrada. Pero un día, que no había tareas para realizar, los dos tuvieron una conversación sobre budismo y ella cambió de parecer. Incluso dejó que Suzuki le enseñara a hacer zazen. Esta experiencia dio a entender a Suzuki que la ignorancia occidental sobre el budismo podía ser transformada.
El 22 de enero de 1929, So-on se retiró como abad de Zoun-in e instaló a Shunryu como su 28ª abad. Sogaku atendería el templo por Shunryu. En enero de 1930 una ceremonia llamada ten'e fue celebrada en Zoun-in para que Shunryu tomara la transición del dharma a So-on's. De esta forma las cabezas de la escuela soto le dieron permiso para enseñas como sacerdote. El 10 de abril de 1930, a la edad de 25, Suzuki se graduó en Komazawa Daigakurin con una especialización en Zen y filosofía Budista, y en idioma inglés.
Durante este periodo Suzuki mencionó a So-on que estaría interesado en ir a América para enseñar budismo Zen. So-on se oponía a esta idea. Suzuki se dio cuenta de que su maestro estaba muy apegado a él y que tomaría su viaje como un insulto. Así que no se lo mencionó de nuevo.

## Citas
- "Estrictamente hablando, no existe persona iluminada, solo actividad iluminada."
- "Nuestra tendencia es la de estar interesados en algo que crece en el jardín, no en el mismo suelo desnudo, lo más importante es enriquecer el suelo y cultivarlo bien."
- "Entonces el secreto es decir ¡Si! y saltar afuera. Entonces no hay problema. Esto significa ser tú, siempre tú, sin apegarse a tú viejo yo."
- "Cuando haces algo, debes quemarte completamente, sin dejar ninguna traza de ti."
- "La práctica del Zazen es la expresión directa de nuestra verdadera naturaleza. Estrictamente hablando, para un humano, no hay otra práctica más que esta; no hay otro modo de vida que este modo de vida."
- "Hazte cargo de las cosas y ellas se harán cargo de ti."
- "En la mente de un principiante hay muchas posibilidades, en la mente de un experto muy pocas, por esto conserva siempre la mente de un principiante."[2]
- "La vida y la muerte son la misma cosa. Cuando nos damos cuenta de esto, no le tenemos más miedo a la muerte, y ninguna dificultad en la vida."
- "Tan pronto como ves algo, tú ya comenzaste a intelectualizarlo. Tan pronto como lo intelectualizaste, este ya no es el mismo que tú miras."
- "La forma que ayuda no es la misma, esta cambia de acuerdo a la situación."
- “Ese pajarito es libre - tú me debes un pajarito.”
- "Sin aceptar el hecho de que todo cambia, no podremos encontrar una perfecta compostura. Pero desafortunadamente, a pesar de que esto es verdad, es difícil para nosotros aceptarlo. Y porque no podemos aceptar la verdad de la transitoriedad, sufrimos."